# Dasychira yatonga
Dasychira yatonga är en fjärilsart som beskrevs av Embrik Strand 1910. Dasychira yatonga ingår i släktet Dasychira och familjen tofsspinnare. Inga underarter finns listade i Catalogue of Life.